# Tizenháromszögszámok
A tizenháromszögszámok a figurális számokon belül a sokszögszámok közé tartoznak. Az n-edik tizenháromszögszám, Tn a közös csúcsból rajzolt, legfeljebb n pont oldalhosszúságú szabályos tizenháromszögek körvonalai egymástól különböző pontjainak száma. 
Az n-edik tizenháromszögszám általánosan a következő képlettel adható meg:
{\displaystyle T_{n}={\frac {n(11n-9)}{2}}\quad (n>0)}.
Az első néhány tizenháromszögszám:
1, 13, 36, 70, 115, 171, 238, 316, 405, 505, 616, 738, 871, 1015, 1170, 1336, 1513, 1701, 1900, 2110, 2331, 2563, 2806, 3060, 3325, 3601, 3888, 4186, 4495, 4815, 5146, 5488, 5841, 6205, 6580, 6966, 7363, 7771, 8190, 8620, 9061, 9513, … (A051865 sorozat az OEIS-ben)

## Párosság
A tizenháromszögszámok párossága a páratlan-páratlan-páros-páros mintát követi.

## Általánosított tizenháromszögszámok
Az általánosított tizenháromszögszámok is a fenti képlettel állíthatók elő, de a nullát és a negatív egész számokat is megengedve. A következő sorrendben szokás az általánosított tizenháromszögszámokat előállítani: 0, 1, −1, 2, −2, 3, −3, 4..., ami a következő sorozatot adja:
0, 1, 10, 13, 31, 36, 63, 70, 106, 115, 160, 171, 225, 238, 301, 316, 388, 405, 486, 505, 595, 616, 715, 738, 846, 871, 988, 1015, 1141, 1170, 1305, 1336, 1480, 1513, 1666, 1701, 1863, 1900, 2071, 2110, 2290, 2331, 2520, 2563, 2761, 2806, 3013, 3060 … (A195313 sorozat az OEIS-ben)
Minden második általánosított tizenháromszögszám „normál” tizenháromszögszám is egyben. 

## Tesztelés tizenháromszögszámokra
Az n-edik tizenháromszögszám, {\displaystyle x_{n}} képletét n-re megoldva a következő képletet kapjuk:
{\displaystyle n={\frac {{\sqrt {88x+81}}+9}{22}}.}
Tetszőleges x szám tizenháromszögszám mivolta tesztelhető a fenti képletbe való behelyettesítéssel. Ha n egész számra jön ki, akkor x az n-edik tizenháromszögszám. Ha n nem egész szám, akkor x nem tizenháromszögszám.
Ez egyben tekinthető x tizenháromszöggyöke kiszámításának is. 